# Université de Sherbrooke
L'Université de Sherbrooke, fondée le 4 mai 1954, est une université francophone située à Sherbrooke, métropole de la région de l'Estrie au Québec (Canada).

## Histoire
L'Université de Sherbrooke est née du désir d'établir une université catholique francophone dans une région initialement à forte densité anglophone. Un comité est formé dans ce but en 1953. Elle est la première université francophone hors des grandes villes de Montréal et Québec. John Samuel Bourque, député de Sherbrooke et ministre influent du gouvernement provincial de Maurice Duplessis, est le parrain du projet de loi qui décrète la transformation du Séminaire Saint-Charles-Borromée en université,. Elle prévoit que « La fonction de chancelier de l’Université de Sherbrooke est créée et le titulaire en sera l’archevêque catholique romain de Sherbrooke, Georges Cabana »,. La loi est sanctionnée le 5 mars 1954 et les premiers cours sont donnés dès septembre 1954.

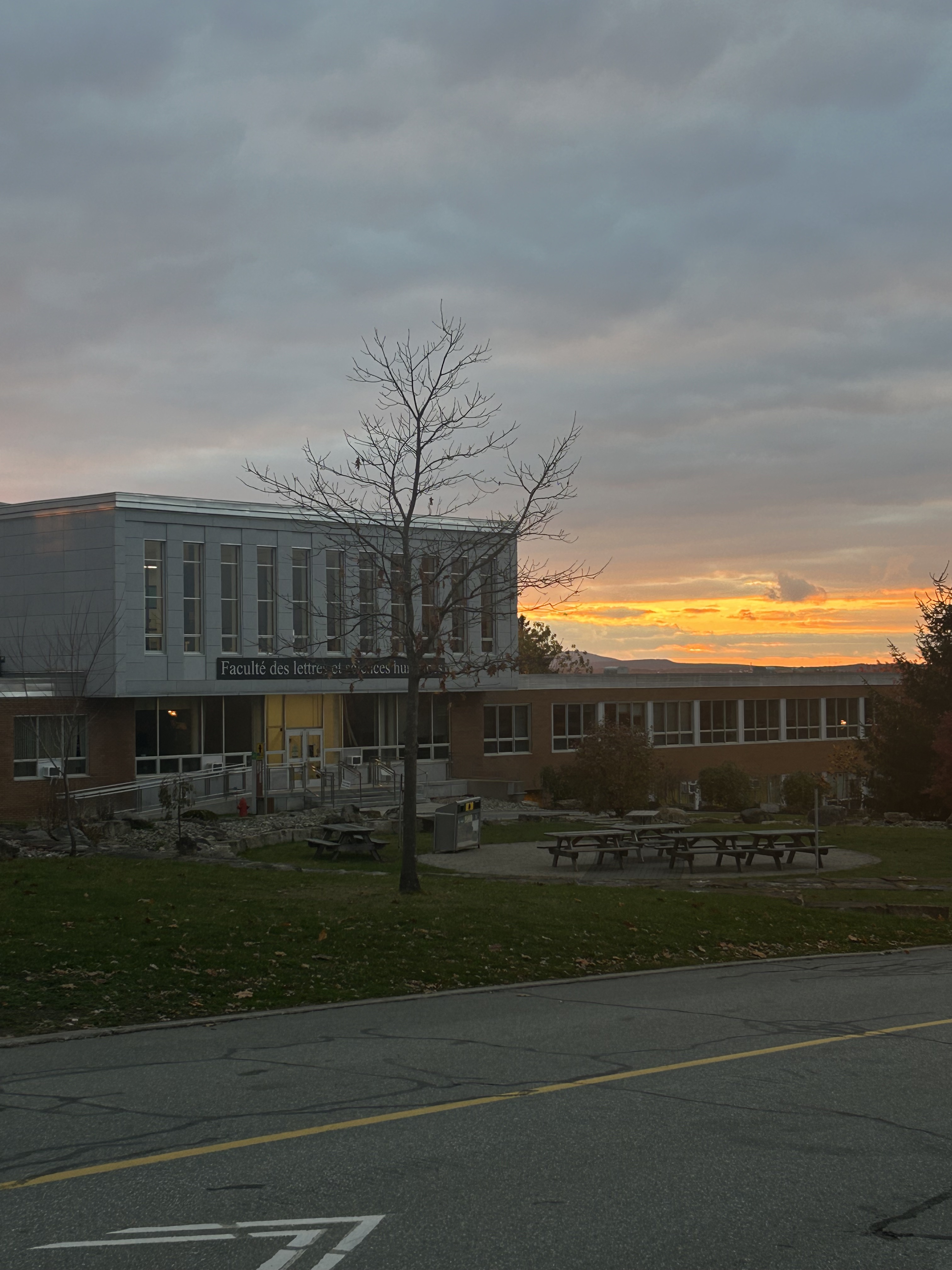
Pavillon de la faculté des lettres et sciences humaines sur le campus de l'Université de Sherbrooke à Sherbrooke

À cette époque, l'université compte trois facultés. La Faculté des arts est logée dans l'ancien séminaire, la Faculté de droit dans le palais de justice de Sherbrooke et la Faculté des sciences dans les locaux de l'École supérieure. 2000 étudiants à temps plein sont inscrits dans les programmes de science, commerce et droit.
À mesure que les facultés et les étudiants augmentent, les activités se déplacent sur le site actuel de l'université. Dès la fin des années 1960, le nombre de prêtres qui travaillent pour l'université diminue grandement. En 1975, le premier recteur laïc est nommé, en la personne de Yves Martin. La devise de l'Université de Sherbrooke est Veritatem in Charite.

## Présentation
L’Université de Sherbrooke se différencie des autres grâce à son régime coopératif qui permet aux étudiants et étudiantes d’alterner les sessions d’études avec des stages rémunérés. Cela leur permet notamment d’intégrer graduellement les pratiques du marché du travail. De plus, elle est reconnue pour ses nombreuses recherches ayant conduit à des découvertes majeures.• Parmi les établissements universitaires qui offrent le régime coopératif, l’Université de Sherbrooke se classe au deuxième rang au Canada, et parmi les 10 premiers établissements d’enseignement supérieur en Amérique du Nord.
L'Université est fréquentée par 41 000 étudiants et étudiantes provenant de 96 pays et territoires et son corps professoral se compose de 3 812 personnes. En 2020, environ 80% des étudiants de l’Université provenaient de l’extérieur de la région de l’Estrie. L'Université emploie 6 634 personnes et compte plus de 110 000 diplômés. Il faut aussi compter parmi ses membres des étudiants et étudiantes internationaux. En effet, ils étaient 275 à la session d'hiver 2023 à étudier dans cet établissement d'études supérieures. L'Université de Sherbrooke ne comptait à sa fondation seulement que trois facultés, mais en est maintenant composée de huit : gestion des affaires, droit, éducation, sciences de l’activité physique, génie, lettres et sciences humaines, médecine et sciences de la santé et sciences. Elle offre 51 programmes de baccalauréat, 61 programmes de maîtrise et 34 programmes de doctorat. Elle détient 71 chaires de recherche, 35 centres de recherche, six instituts et une unité mixte internationale. L’Université de Sherbrooke est parmi les universités canadiennes recevant le plus de subventions et de contrats résultant de la recherche. Elle est également la première université au monde à offrir un programme de Maîtrise en administration des affaires (M.B.A) en français.
L'Université de Sherbrooke offre également un programme de médecine à Saguenay au Québec et le Centre de formation médicale du Nouveau-Brunswick à Moncton au Nouveau-Brunswick, en partenariat avec l'Université du Québec à Chicoutimi (UQAC) et avec l'Université de Moncton.
L'Université compte trois campus, deux à Sherbrooke et le troisième à Longueuil au Québec.

### Recteurs
- 1954 - 1955 : Maurice Vincent (supérieur du Séminaire Saint-Charles-Borromée qui devient statutairement recteur de la nouvelle université[6])
- 1955 - 1965 : Irénée Pinard[15]
- 1965 - 1975 : Roger Maltais[16]
- 1975 - 1981 : Yves Martin (premier recteur laïc)[17]
- 1981 - 1985 : Claude Hamel[18]
- 1985 - 1993 : Aldée Cabana[19]
- 1993 - 2001 : Pierre Reid[20]
- 2001 - 2009 : Bruno-Marie Béchard[21]
- 2009 - 2017 : Luce Samoisette (première femme)[22]
- 2017-2025 : Pierre Cossette
- 2025 à aujourd'hui: Jean-Pierre Perreault[23],[24]

#### Recteur actuel
Jean-Pierre Perreau est nouvellement recteur de l'université de Sherbrooke. Le professeur se trouve à être la onzième personne occupant le poste dans l'histoire de l'université. Il a succédé le poste à Pierre Cossette le 20 mars 2025, qui occupait celui-ci depuis 2017.

#### Vice-recteur
En date de 2020, Christine Hudon est vice-rectrice aux études de l’Université de Sherbrooke.

## Composantes

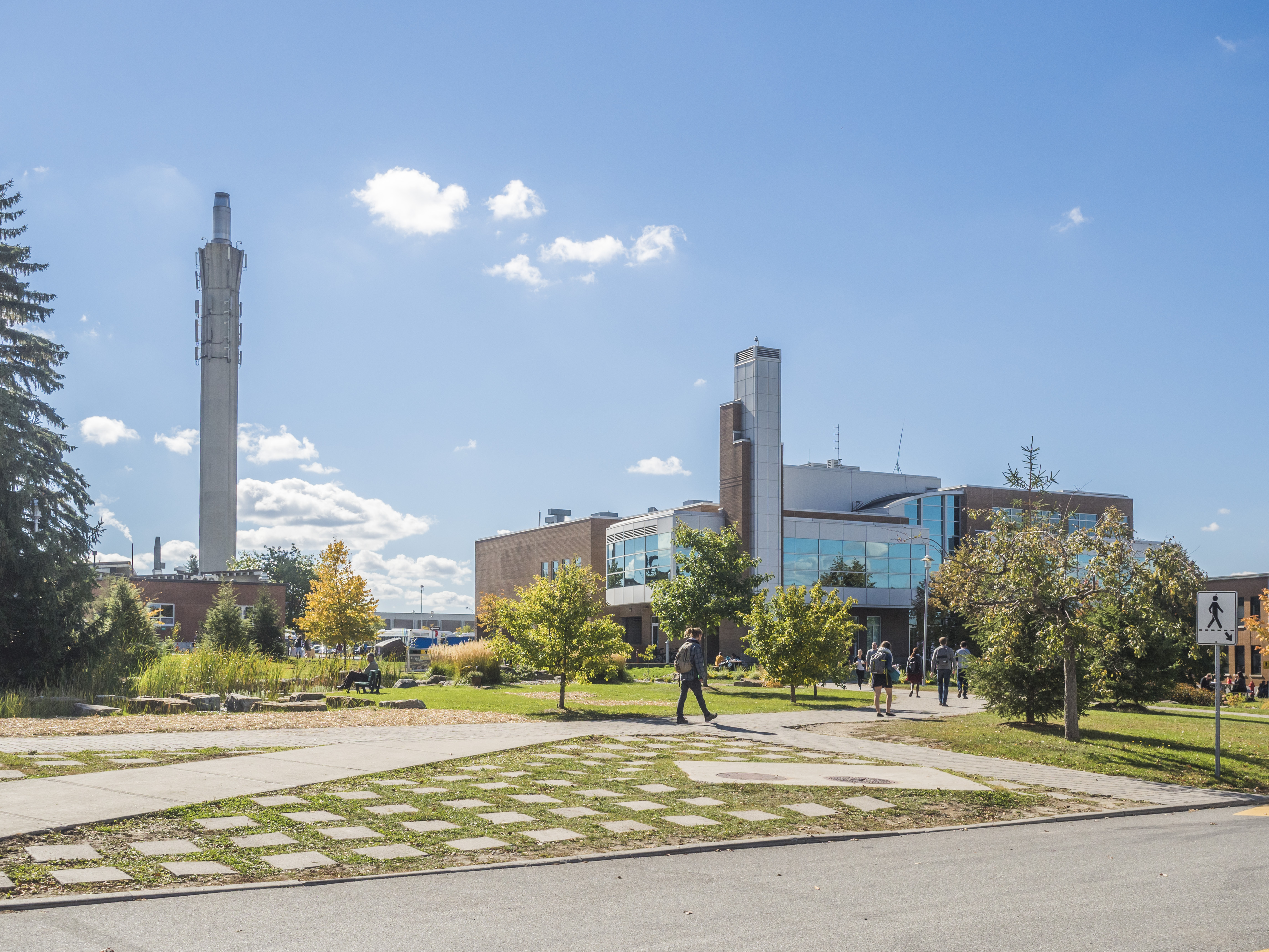
Le pavillon multifonctionnel (campus principal de Sherbrooke).

L'Université de Sherbrooke se compose de plusieurs facultés disciplinaires (droit, école de gestion, éducation, génie, lettres et sciences humaines, médecine et sciences de la santé, sciences et sciences de l'activité physique).

## Implantations
L'Université de Sherbrooke est active sur quatre campus :
- campus principal de Sherbrooke ;
- campus de la santé de Sherbrooke ;
- campus de Longueuil ;
- campus de recherche IIIT.

### Campus principal
Le Campus principal de Sherbrooke rassemble la direction de l'institution, les services administratifs associés, toutes les facultés, sauf celles de médecine et des sciences de la santé, des bibliothèques, des centres culturels ou sportifs et des résidences étudiantes.

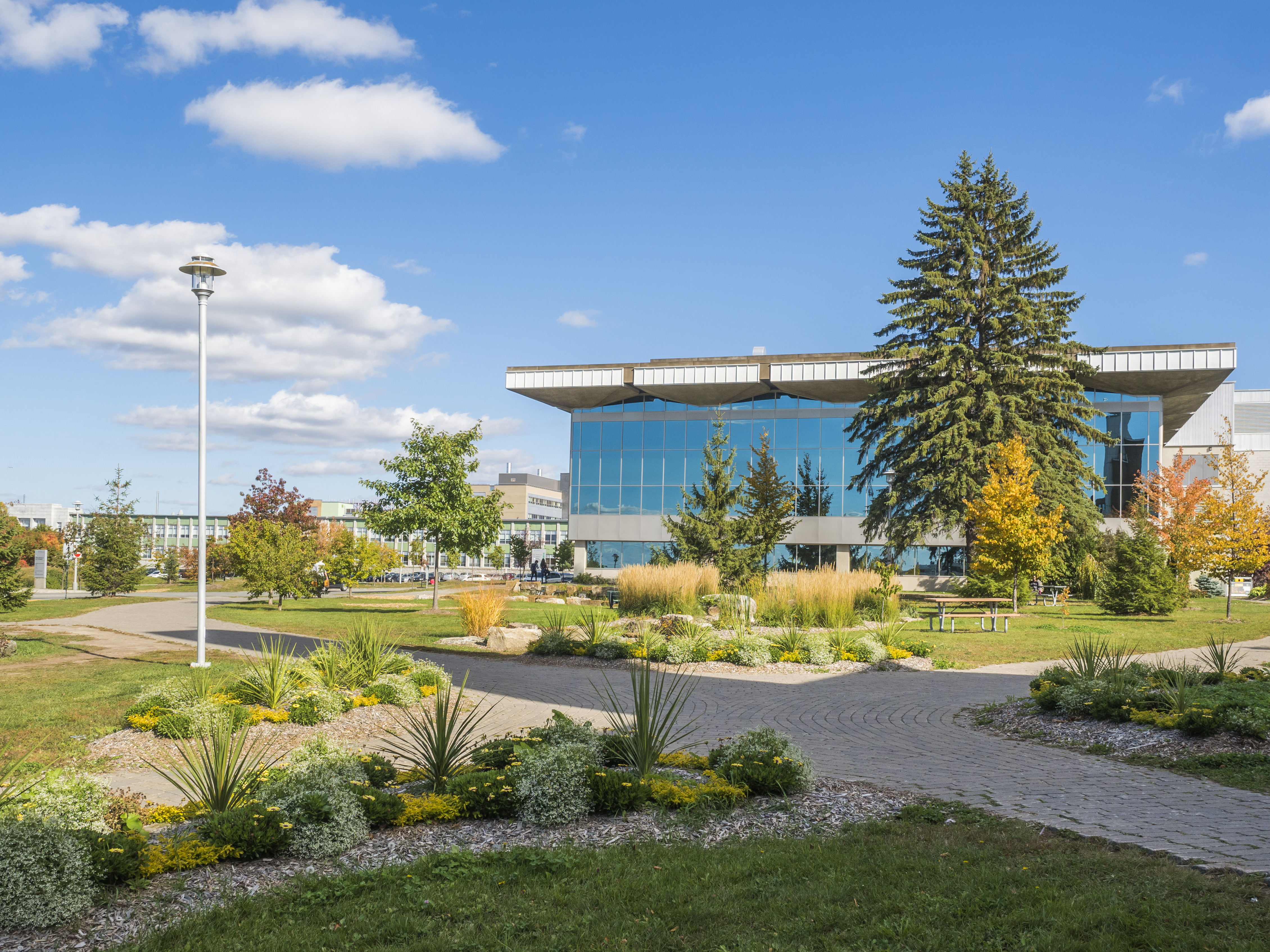
Pavillon Georges-Cabana.
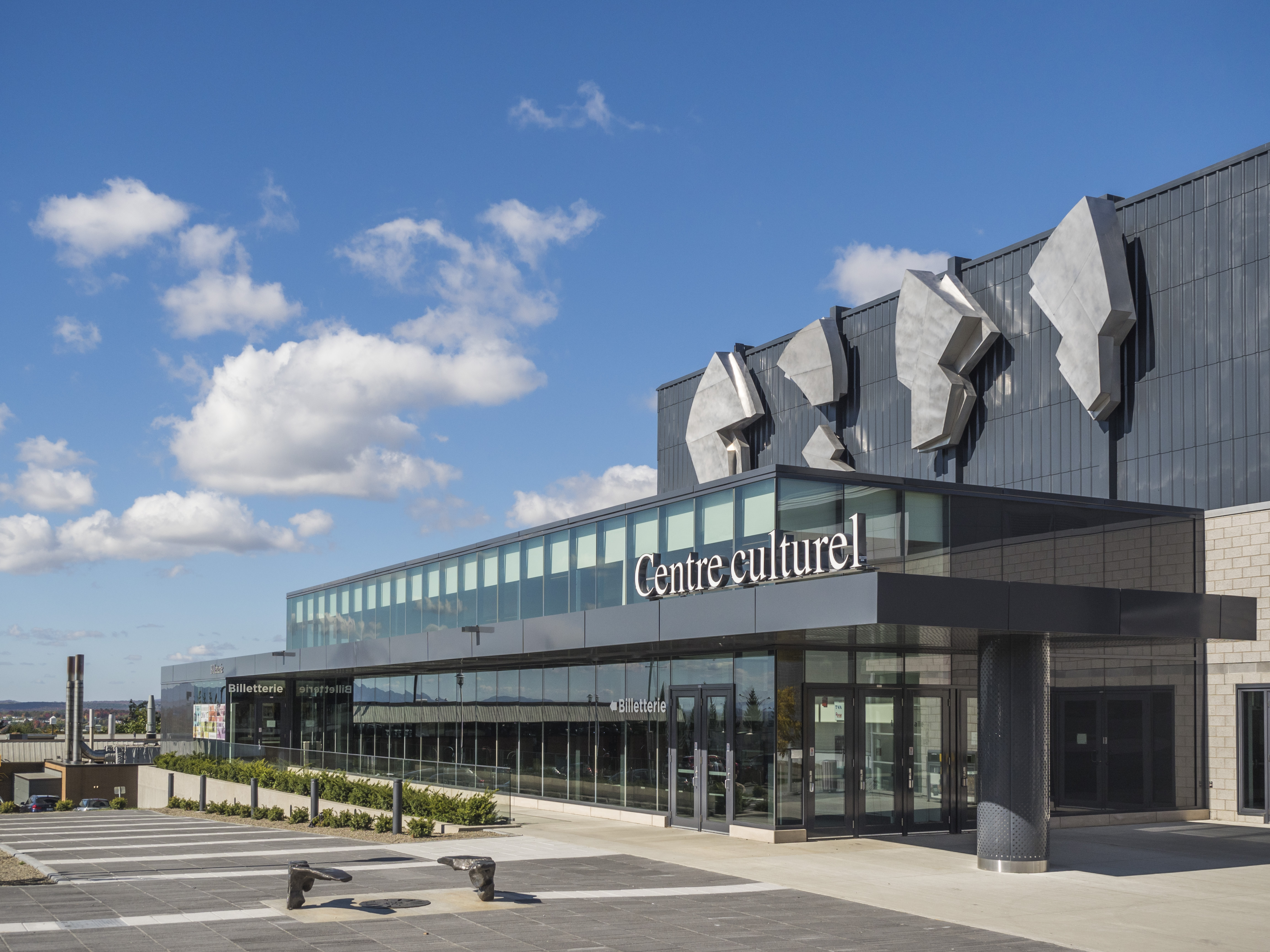
Centre culturel.
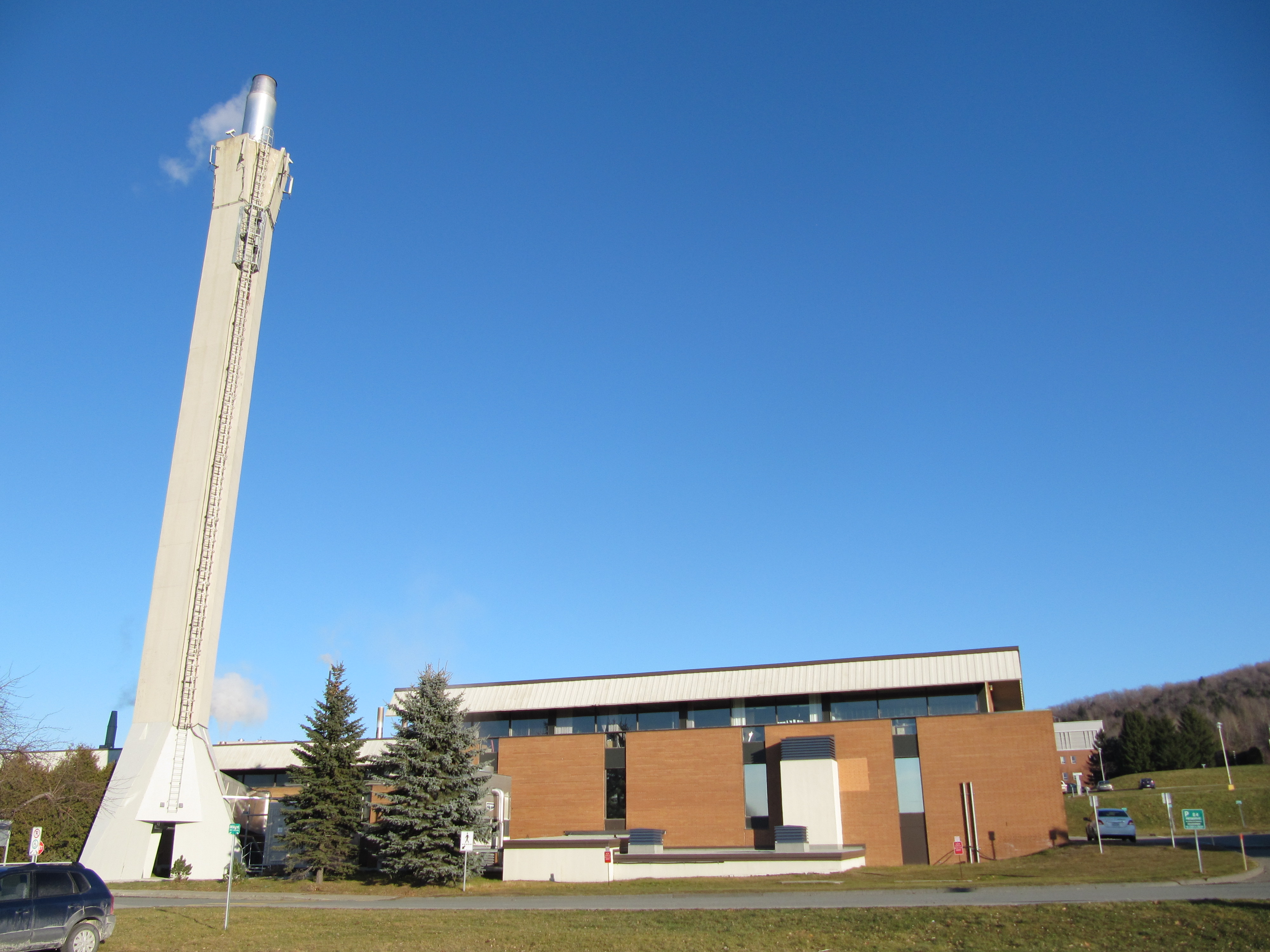
Centrale d'énergie.
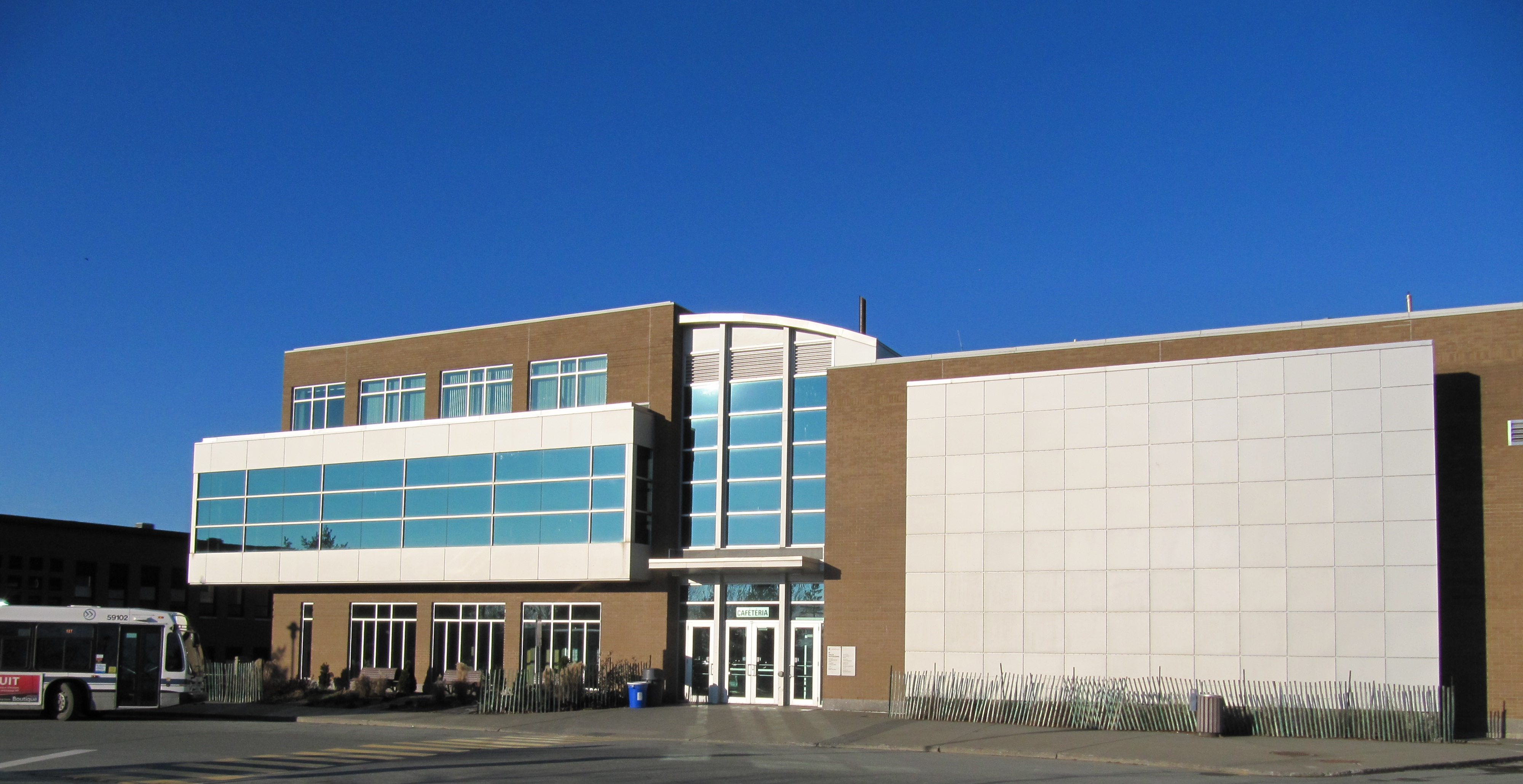
Centre multifonctionnel.

### Campus de la santé
Le Campus de la santé de Sherbrooke regroupe la Faculté de médecine et des sciences de la santé, le Centre hospitalier universitaire de Sherbrooke (CHUS) et des centres de recherche tels que l'Institut de pharmacologie de Sherbrooke.
Un partenariat entre l'Université de Sherbrooke et le CIUSSS de l'Estrie-CHUS a permis la création du Laboratoire de simulation clinique (LSC).
À compter de l'automne 2022, l'Université de Sherbrooke aura un nouveau campus de médecine sur le territoire du Centre intégré de santé et des services sociaux de la Montérégie-Centre. Cet établissement pourra accueillir une centaine d'étudiants une fois la construction terminée.

### Campus de Longueuil
Le Campus de Longueuil a été fondé en 1989. Plus de 120 programmes de formation y sont offerts majoritairement au 2e et 3e cycles dans sept des huit facultés de l'Université de Sherbrooke. Les programmes, qu’ils soient de 1er, 2e ou 3e cycles, sont offerts pour la plupart à temps partiel, de soir et de fin de semaine ou sous diverses formes intensives pour permettre aux professionnels de demeurer sur le marché du travail.
En automne 2022, un nouveau campus de la santé sera installé à Longueuil avec un pavillon de formation médicale.

### Autres sites d'enseignement
Des formations en médecine sont données aux étudiants francophones à Saguenay, au Québec, et à Moncton, au Nouveau-Brunswick, depuis 2006.

## Enseignement et recherche

### Laboratoire d’innovation municipale
La mairesse de Sherbrooke, Évelyne Baudin, annonce son premier budget le 20 décembre 2021. De ce budget un appui financier est finalement annoncé pour la création du laboratoire d’innovation municipale à l’Université de Sherbrooke. Ce projet faisait partie d’une de ses promesses électorales.

### Recherche
En 2014 et en 2015, selon le classement international établi par l'Université Leiden aux Pays-Bas, l'Université de Sherbrooke se classe première université francophone au Canada pour la pertinence de sa recherche.
En 2020, l'Agence antidopage s'associe à l'Université de Sherbrooke afin de créer la Chaire de recherche sur l'antidopage au sport. Les deux parties verseront 200 000$ US pour les cinq prochaines années.
En 2020, dans le cadre de la recherche sur la maladie d’Alzheimer, le professeur-chercheur à l’Université de Sherbrooke Stephen Cunnane et son équipe ont développé une boisson cétogénique prouvant qu’elle améliore trois fonctions cognitives de manière importante lorsque prise de façon régulière pendant six mois.
En octobre 2022, l'université de Sherbrooke à pour but de décoloniser l'enseignement supérieur. Cette dernière crée un nouveau microprogramme en étude autochtones mettant en valeur la langue et la culture de la nation abénaquise.
En décembre 2022, on[style à revoir] annonce que l'Université de Sherbrooke compte participer à un nouveau projet. C’est un projet entretenu par le centre de recherche appliqué Innovation maritime (IMAR) où l’université participera activement dans le but d’arriver à diminuer le bruit causé par les navires. C’est une problématique qui, à long terme, peut nuire aux mammifères marins. Leur principal objectif est d’arriver à bâtir un environnement sonore meilleur pour ceux-ci.

### Institut quantique
Fondé en 2015 grâce à une subvention de 33,5 M$ du Fonds d'excellence à la recherche Apogée Canada, l'Institut quantique rassemble des chefs de file mondiaux, notamment de partenaires comme l’Institut canadien de recherches avancées, IBM, Microsoft, Lockheed Martin et Google en matière de recherche et de formation interdisciplinaire en science et technologies quantiques. Cet institut œuvre principalement dans les matériaux quantiques, l’information quantique, la physique mésoscopique ainsi que les méthodes numériques.

### Super-ordinateur
Le Centre de calcul scientifique de l'Université de Sherbrooke détient un super-ordinateur qui a souvent été le plus puissant ou qui a figuré parmi les plus puissants du Canada. Il est surnommé « Mammouth » et il possède, dans sa version 2011, plus de 39 000 processeurs. Il a été financé à l'aide d'une subvention accordée au Réseau québécois de calcul de haute performance (RQCHP).

### USITO
Le groupe de recherche Franqus de la Faculté des lettres et sciences humaines de l'Université de Sherbrooke a réalisé un dictionnaire général du français québécois standard.
Usito est le premier dictionnaire électronique à décrire le français standard en usage au Québec, tout en faisant le pont avec le reste de la francophonie. Il propose un contenu ouvert sur l'Amérique du Nord et sur le monde. Il est basé sur un corpus de textes entièrement québécois.

### Développement durable
Au début des années 2000, l'Université de Sherbrooke a adopté une stratégie de développement durable qui implique toute la communauté universitaire et qui intègre les missions d'enseignement et de recherche. L'Université de Sherbrooke a été la première université québécoise à mettre en place un programme de libre accès au transport en commun pour ses étudiantes et étudiants.
Depuis 2018, l'Université de Sherbrooke a mis en place un Plan de développement durable (Pan DD) qui s'étalonne sur quatre ans. Dans ce plan, un total de 326 actions écologiques ont été méticuleusement choisies par les membres et seront réalisées d'ici 2022. En août 2021, le Plan de développement durable (Plan DD) 2018-2022 de l'Université de Sherbrooke était effectué à plus de 80 %. Un nouveau plan a récemment été conçu pour les années 2022 à 2025. Depuis les années 2000, l'Université a réussi à réduire sa consommation d'eau de 78% sur le campus principal.

### Mesures pendant la pandémie de Covid-19
En 2020, en raison de la pandémie de Covid-19, l’Université de Sherbrooke décide de fonctionner en formule hybride, les étudiants et étudiantes ayant des cours à distance ainsi que des cours en classe, et ce, afin de permettre aux élèves d’avoir des activités en présentiel. Cette formule commence en automne 2020 et le recteur, Pierre Cossette, s'engage à ce que son établissement scolaire respecte les règles sanitaires du gouvernement. Pour l'automne 2021, l'Université de Sherbrooke a priorisé la maintenance d'un maximum d'activités en présentiel en offrant un campus « éclaté » pour les étudiants et le personnel. Ainsi, l'Université a mis de l'avant le concept des classes extérieures lors des belles journées au début de l'automne,.

### Usine-école
La Faculté de génie de l’Uds s’associe avec la microbrasserie sherbrookoise Siboire pour créer une Usine-école au sein du campus. Le projet a pour but de répondre aux besoins de l’industrie et former la communauté étudiante pour son entrée sur le marché du travail.

## Identité visuelle

Logo de l'Université jusqu'en 2021.

Les armoiries de l'université se blasonnent comme suit : 

« Écartelé de sinople et d’or à la croix écartelée de l’un en l’autre accompagnée au canton dextre du chef d’une fleur de lis d’or et, brochant sur le tout, un livre ouvert d’argent relié de sable; »

Sur le cimier se trouve un harfang des neiges et les supports sont constitués de deux renards.
Jusqu'au début des années 1970, l'université a principalement utilisé ses armoiries comme image de marque. Un logo formé de la lettre « S » stylisée à l'intérieur d'un carré est introduit en décembre 1970. Ce logo est légèrement modifié en 1993.
Le 6 octobre 2021, dans le but d'augmenter sa notoriété, l'Université de Sherbrooke opère un changement d'image de marque. L'institution utilise désormais UdS au lieu de UdeS dans sa signature promotionnelle  et déclare vouloir devenir une marque de communauté, plutôt qu'une marque centralisée. L'université change également de logo et ajoute aussi de nouveaux graphiques. Ces changements ne font pas l’unanimité chez les étudiants et les membres du personnel. Certains déplorent que l’université, par l’adoption du nouveau logotype, a manqué de professionnalisme, d'originalité et de vision.

## Galerie d'art
L'Université possède sa propre galerie d'arts, la Galerie d'art Antoine-Sirois. Située dans l'arrondissement du Mont-Bellevue dans le Pavillon Irénée-Pinard [B6], au 2500, boul. de l'Université à Sherbrooke, cette galerie présente les œuvres réalisées par des artistes réputés tant au niveau régional, national qu'international,.

## Vie étudiante

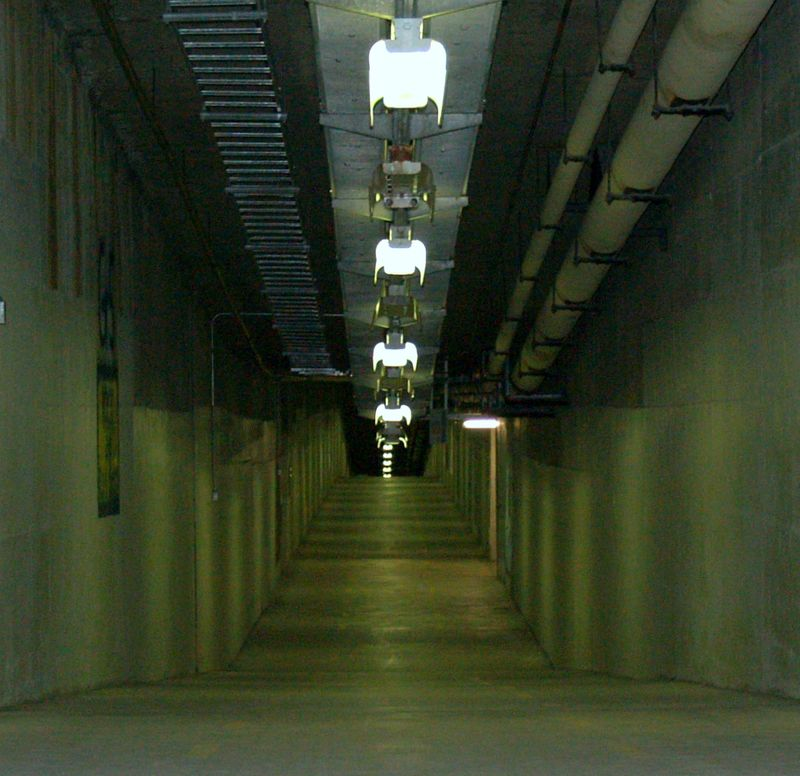
L'un des nombreux tunnels de l'Université de Sherbrooke servant à relier les pavillons entre eux.

### Associations et regroupements étudiants
- La Fédération étudiante de l'Université de Sherbrooke (FEUS) a été fondée en 1955. C'est la fédération étudiante qui, par son accréditation, représente l'ensemble des étudiants du premier cycle. Elle compte 10 associations membres et plus de 13 000 étudiants.
- Le Regroupement des étudiants en maîtrise et doctorat de l'Université de Sherbrooke (REMDUS) est un regroupement qui, par son accréditation, représente l'ensemble des étudiants du second et du troisième cycle. Il était affilié à la Table de concertation étudiante du Québec (TaCEQ) jusqu'à ce qu'un référendum en janvier 2013 en décide autrement. Près de 70 % des étudiants se sont prononcés contre le maintien du REMDUS dans la TaCEQ. Néanmoins, en 2015, elle s'est prononcée en faveur à l'affiliation à l'Union étudiante du Québec (UEQ).[réf. souhaitée]
- Chaque faculté possède une association étudiante qui lui correspond.

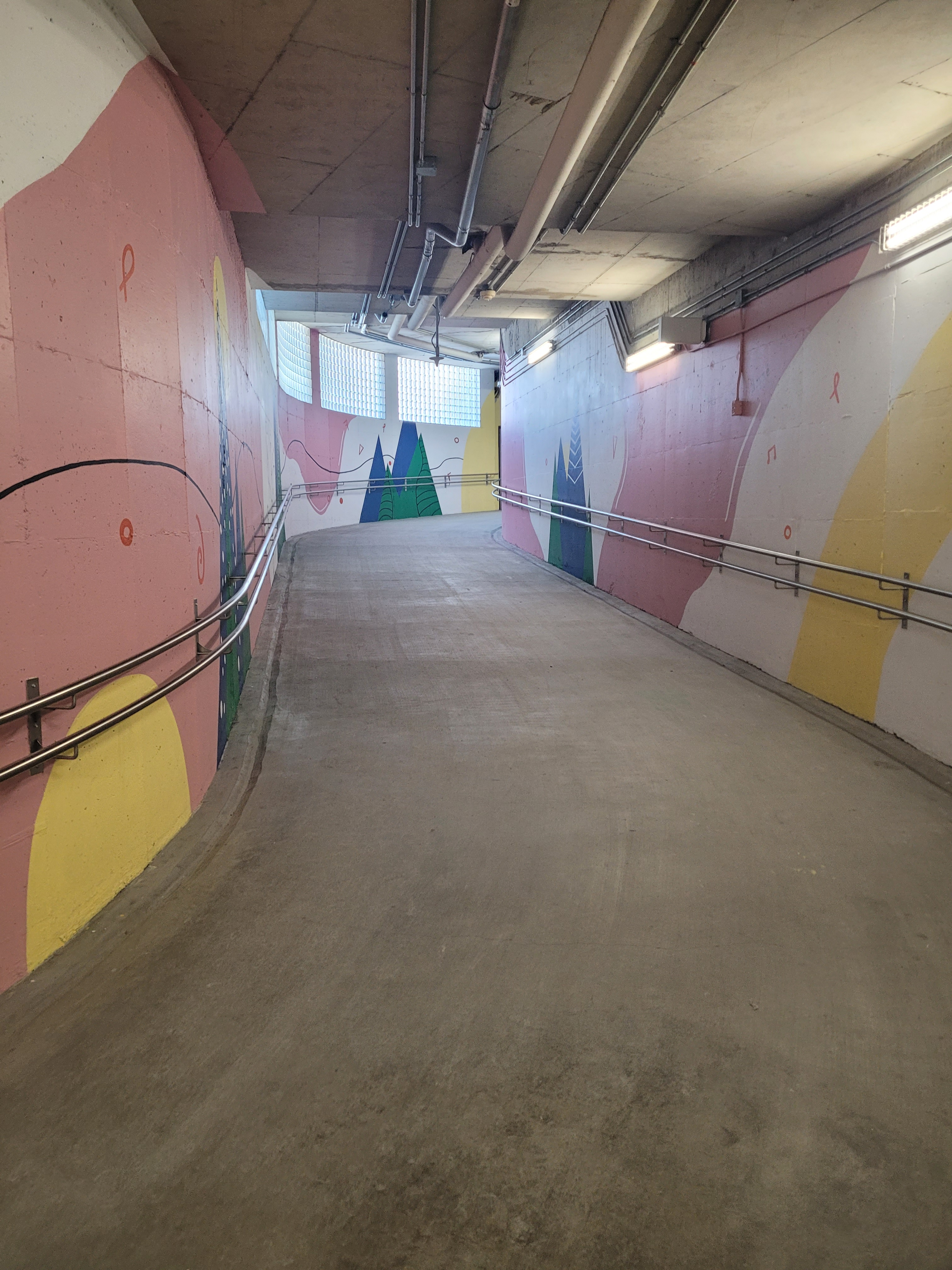
Tunnel souterrain reliant le pavillon multifonctionnel et l'un des deux pavillons de la faculté d'éducation de l'Université de Sherbrooke.

- Tunnel souterrain reliant le pavillon multifonctionnel et l'un des deux pavillons de la faculté d'éducation de l'Université de Sherbrooke.En association avec la CDEC, l’Université de Sherbrooke a mis en place un Frigo Free-go pour lutter contre le gaspillage alimentaire[55].
- La pair-mission est un service de soutien psychologique offert aux étudiants de l’université. Les bénévoles avec lesquels on peut prendre une rencontre sont eux aussi étudiants. Ils ont reçu une formation de trois jours pour s’assurer d’avoir les outils et compétences nécessaires pour bien remplir leur rôle[56].

#### SherBroue
SherBroue est le regroupement brassicole étudiant de l'université fondé en 1998. Depuis ses débuts, SherBroue a participé à la formation de plus de 300 étudiants au brassage de la bière.
SherBroue a remanié l’histoire micro-brassicole québécoise en signant un partenariat avec la nouvelle brasserie artisanale Siboire, une « Usine-École » de Sherbrooke,. Un échange d’expérience est visé par les deux parties permettant en bout de ligne la vente d’une bière en fût élaborée par les étudiants, au Siboire.

### Festivités
- Les incontournables 4 à 7, 5 à 8 et 5 à 11 de l'Université de Sherbrooke sont planifiés par la majorité des facultés du campus principal. Écoles de génie, de droit, d'administration, de sciences, d'éducation ; tous mettent la main à la pâte pour offrir aux étudiants des jeudis soirs mémorables directement sur le campus où il est primordial de socialiser, de rencontrer, de discuter ou de danser, le tout dans une ambiance festive[60].
- À chaque automne, les quatre matchs à domicile du club de football Vert et Or de l'Université de Sherbrooke mettent en valeur le sentiment d'appartenance des étudiants envers l'Université et leur permettent d'afficher leur vraies couleurs. Les festivité d'avant-match dans les stationnements de l'Université attirent non seulement les étudiants qui arborent le chandail de leur équipe, mais aussi les étudiants des équipes adverses qui viennent profiter des installations de l'UdS, en plus des résidents de la ville qui ne fréquentent pas l'Université et qui veulent encourager l'équipe locale. À la fin de la saison 2022 de l'équipe, le coordonnateur du programme de football du Vert et Or Alain Lapointe a mentionné que Sherbrooke avait obtenue la deuxième meilleure assistance dans les villes universitaires du Canada, avec la présence de 24 500 spectateurs[61].
- Les intégrations se déroulent pendant environ une semaine, selon les programmes et commencent peu avant la première session d'Université. Elles sont offertes aux nouveaux étudiants, par les anciennes cohortes[62].

### Sports

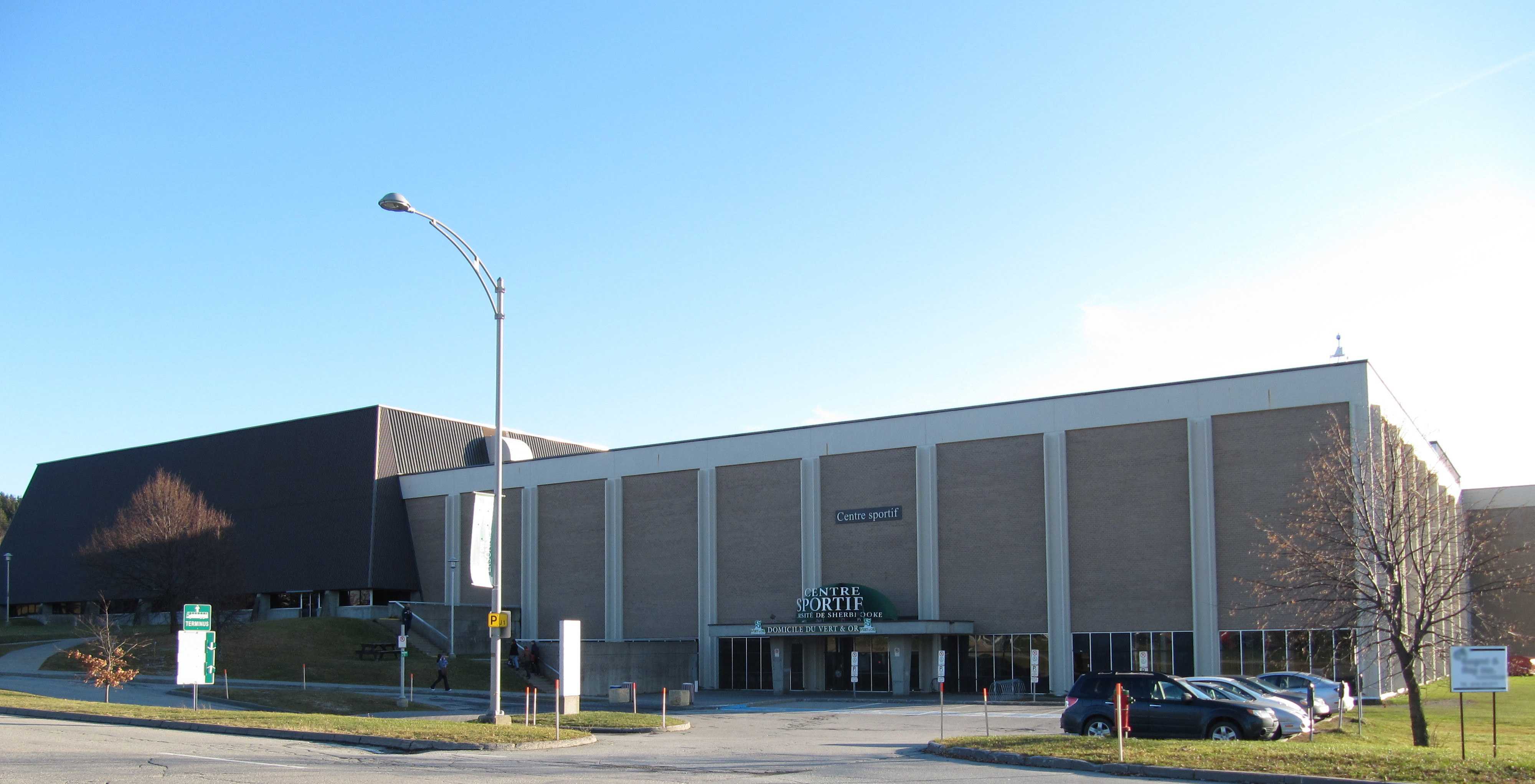
Pavillon Univestrie.

Les équipes sportives de l'Université de Sherbrooke s'appellent Vert & Or. L’Université de Sherbrooke compte six types d’équipes sportives soit l’athlétisme, le cross-country, le football, la natation, le soccer et le volleyball.
L’Université de Sherbrooke a créé le Département des sports en 1961. Jean-Pierre Lavigne a été nommé directeur.
Le Vert et Or cumule 10 titres universitaires canadiens depuis sa création en 1964[source secondaire nécessaire]. D'ailleurs, l'équipe masculine d'athlétisme en remporte 4 consécutifs entre 1997 et 2000.
En 2023, l'université de Sherbrooke cessera le rugby.

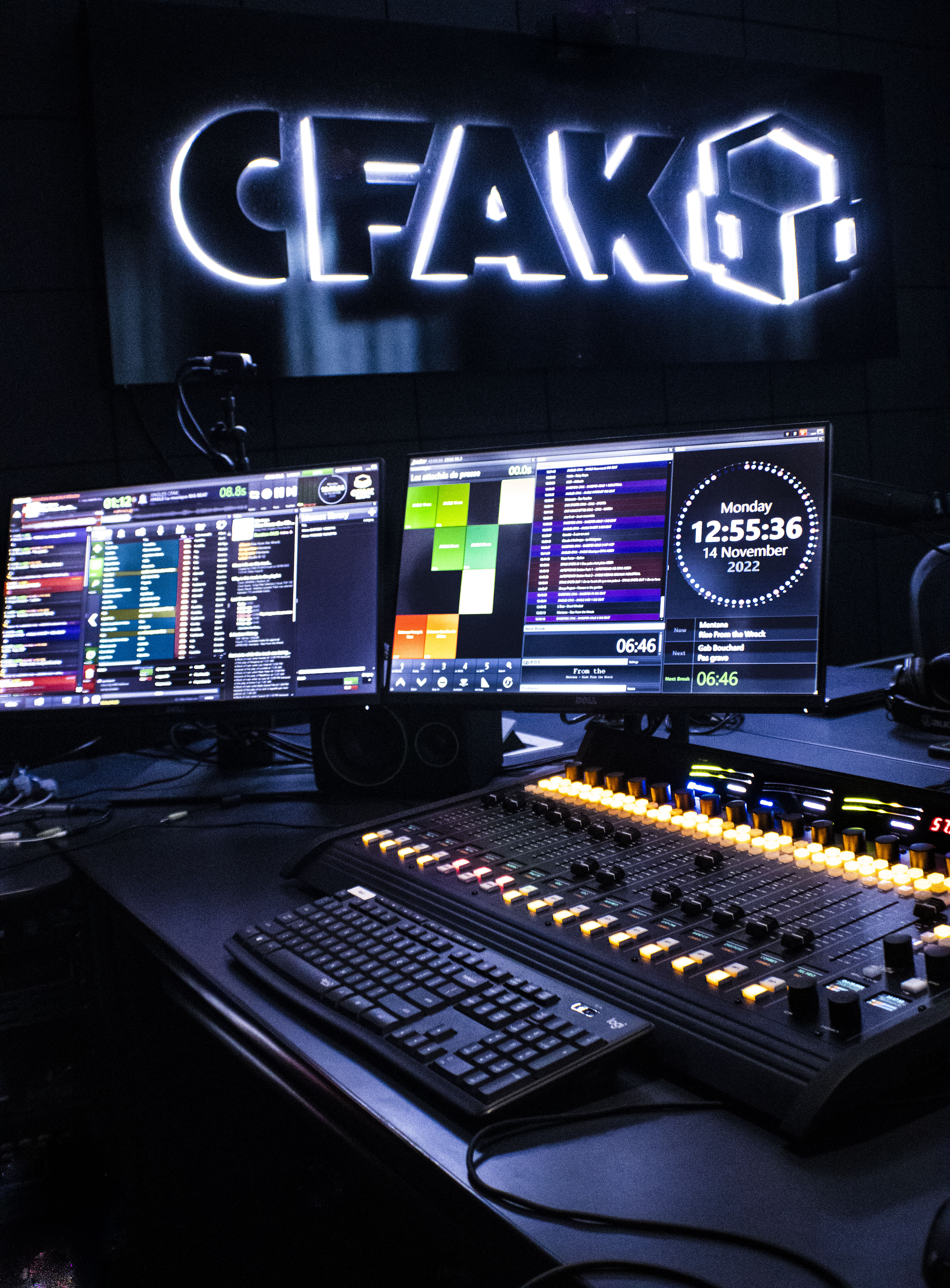
Studio d'enregistrement de la radio universitaire CFAK 88,3 FM.

#### Stade
Le stade de l'Université de Sherbrooke est un stade multifonctionnel construit en 2003 pour accueillir les Mondiaux jeunesse 2003 et qui compte 3 359 sièges.

#### Piste d'athlétisme
Après six mois de rénovation, l’Université de Sherbrooke a inauguré sa nouvelle piste d’athlétisme extérieure le 16 septembre 2019. 3,3 millions de dollars ont été investis dans le projet.

### Médias
L'institution publiait le journal UdS, destiné principalement aux personnes sur le campus et tiré à 8 500 exemplaires.
La fin du journal sur support papier s'explique par la politique de développement durable de l'université, les changements dans les habitudes des lecteurs qui utilisent de plus en plus Internet et la diminution des revenus publicitaires.
De plus, la communauté étudiante de l'université est responsable de la production d'un journal étudiant, Le Collectif et d'une station de radio FM, CFAK 88,3 FM. En septembre 2021, la radio universitaire a déménagé au pavillon de la vie étudiante.

#### Résidences

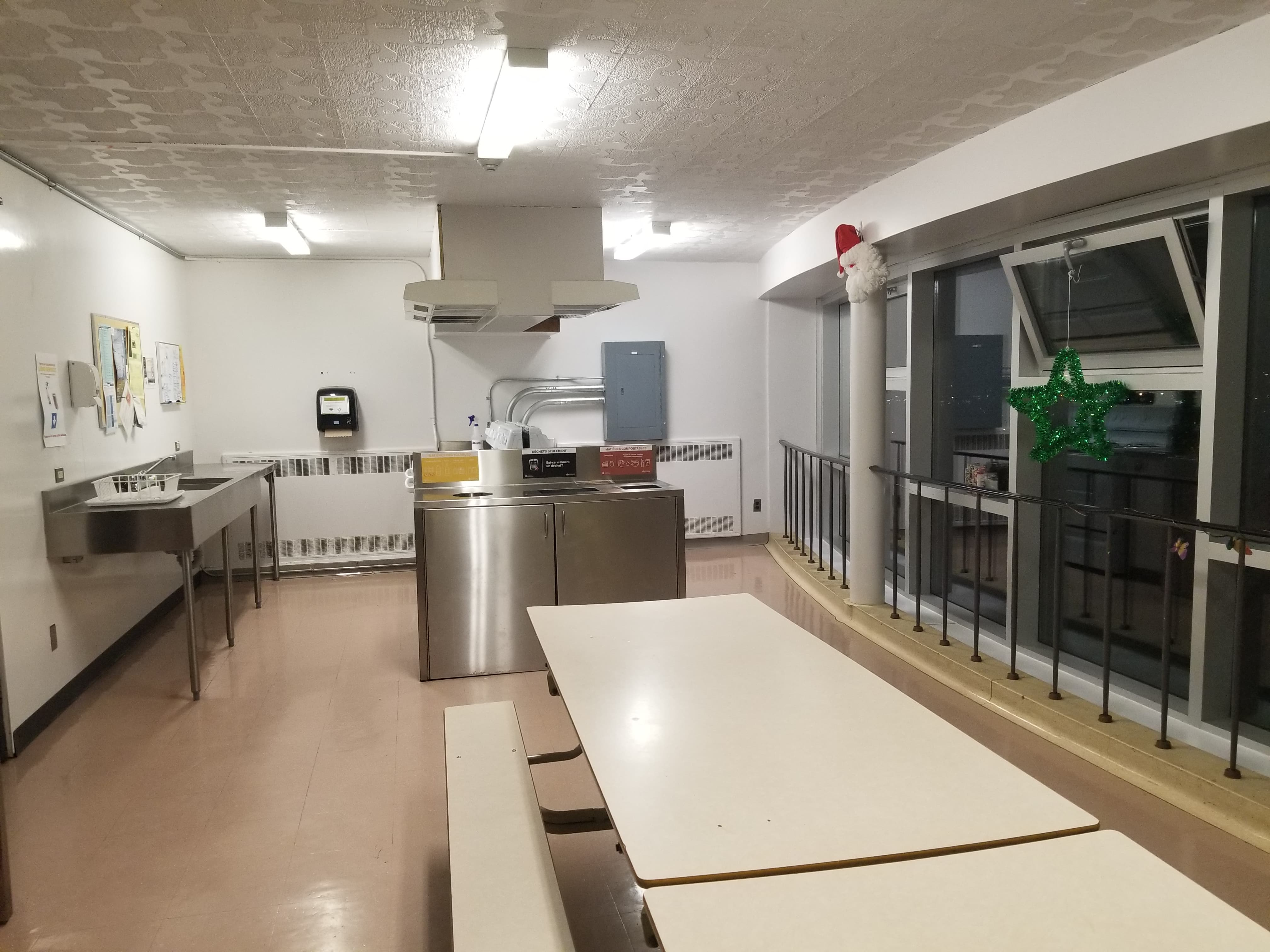
Cuisine commune des locataires au résidence E.

Le Campus principal de l’Université de Sherbrooke a deux bâtiments où les étudiants peuvent loger.
Outre les résidences situés sur le Campus principal, les étudiants peuvent aussi se loger à Le Montagnais. Ces résidences étudiantes sont divisés en trois campus: Campus principal, Campus Centro et Campus de la santé[pertinence contestée][source secondaire souhaitée].

## Personnalités liées à l'université

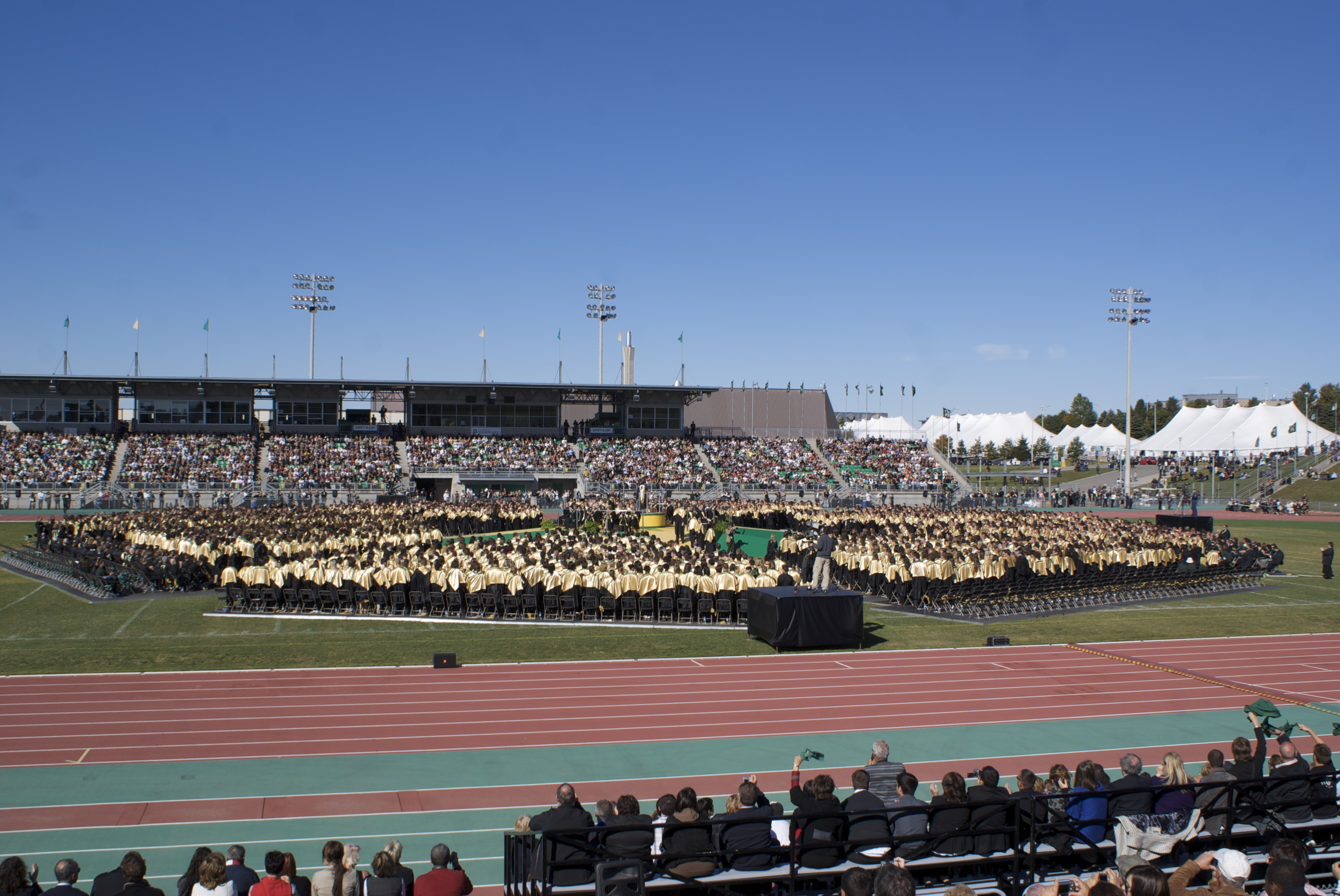
Collation des grades 2009, sur le terrain du stade.

### Enseignants
- Gérald Côté (1955), auteur, professeur de musique et ethnomusicologue québécois.
- Esteban Chornet
- Gilles Pigeon
- Léon Tétreault
- Pierre Vallières
- Louis Taillefer
- Sami Aoun
- Luc Godbout
- Pierre Hébert
- Rinaldo de Médicis

### Étudiants
- Brigitte Alepin, fiscaliste québécoise, connue pour ses interventions dans les médias canadiens et pour son livre Ces riches qui ne paient pas d'impôt.
- Aziz Akhannouch, chef du gouvernement du Maroc, ancien ministre de l'Agriculture et de la Pêche maritime, (troisième milliardaire marocain au classement Forbes 2015)
- Moulay Hafid Elalamy, homme d'affaires marocain, ministre de l'Industrie, du Commerce, de l'Investissement et de l’Économie numérique (34e personnalité la plus riche d'Afrique selon Forbes 2015)
- Laurent Beaudoin[72], ancien président du conseil d'administration de Bombardier
- Guy Bertrand, avocat
- Liu Chao-shiuan[73], ancien premier ministre de Taïwan
- Jean Charest, ancien premier ministre du Québec
- Sylvain Charlebois, universitaire, économiste en agroalimentaire, auteur, chroniqueur pour La Presse
- Francine Décary, présidente et chef de la direction d'Héma-Québec
- Dominique Demers, écrivaine
- Sonia Denoncourt, directrice du développement des arbitres féminins de niveau international à la FIFA
- Jean-René Dufort, animateur humoristique à la télévision et à la radio. Diplômé au baccalauréat en biochimie (1990).
- Clémence Dumas-Côté, poétesse et artiste
- Mireille Gagné, écrivaine
- Paul Gobeil, vice-président du conseil d'administration de Metro Inc.
- David Goudreault, écrivain, poète et slameur. Diplômé au baccalauréat en service social (2004).
- Pierre-Marc Johnson, ancien premier ministre du Québec
- Simon Jolin-Barrette, député de Borduas
- Léo Lasalle, médecin, chercheur, fondateur du Théâtre Aphasique et d’Entraide Grands Brûlés
- Pierre Légaré, humoriste
- Normand Legault, ancien président du Grand Prix du Canada
- Jean Lemire, chef de la mission Antarctique sur les changements climatiques et capitaine du Sedna IV
- Jean-Luc Mongrain, animateur à la télévision
- Henri-Paul Rousseau, ancien président et chef de la direction de la Caisse de dépôt et de placement du Québec
- Raymond Royer, président et chef de la direction de Domtar
- Vincent Vallières, auteur-compositeur-interprète
- André Carpentier, professeur à l'UQAM, nouvelliste, romancier et animateur à la radio de Radio-Canada
- Martin Coiteux, président du conseil du trésor du Québec sous le gouvernement de Philippe Couillard
- Alexis Wawanoloath[74], ancien député d'Abitibi-Est et ancien conseiller au Conseil des Abénakis d'Odanak
- Benoit Charette, cofondateur de l'Annuel de l'Automobile

## Galerie

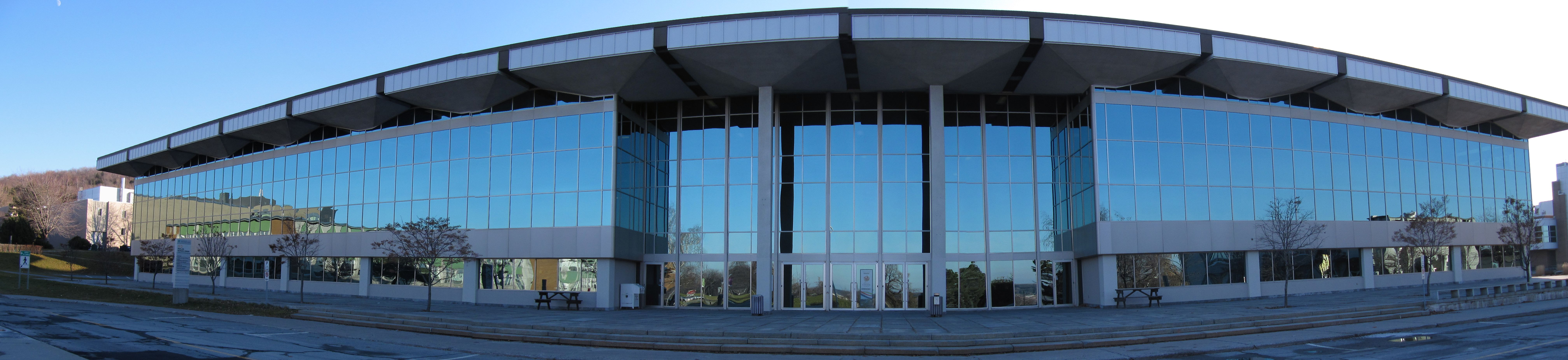
Pavillon Georges-Cabana.

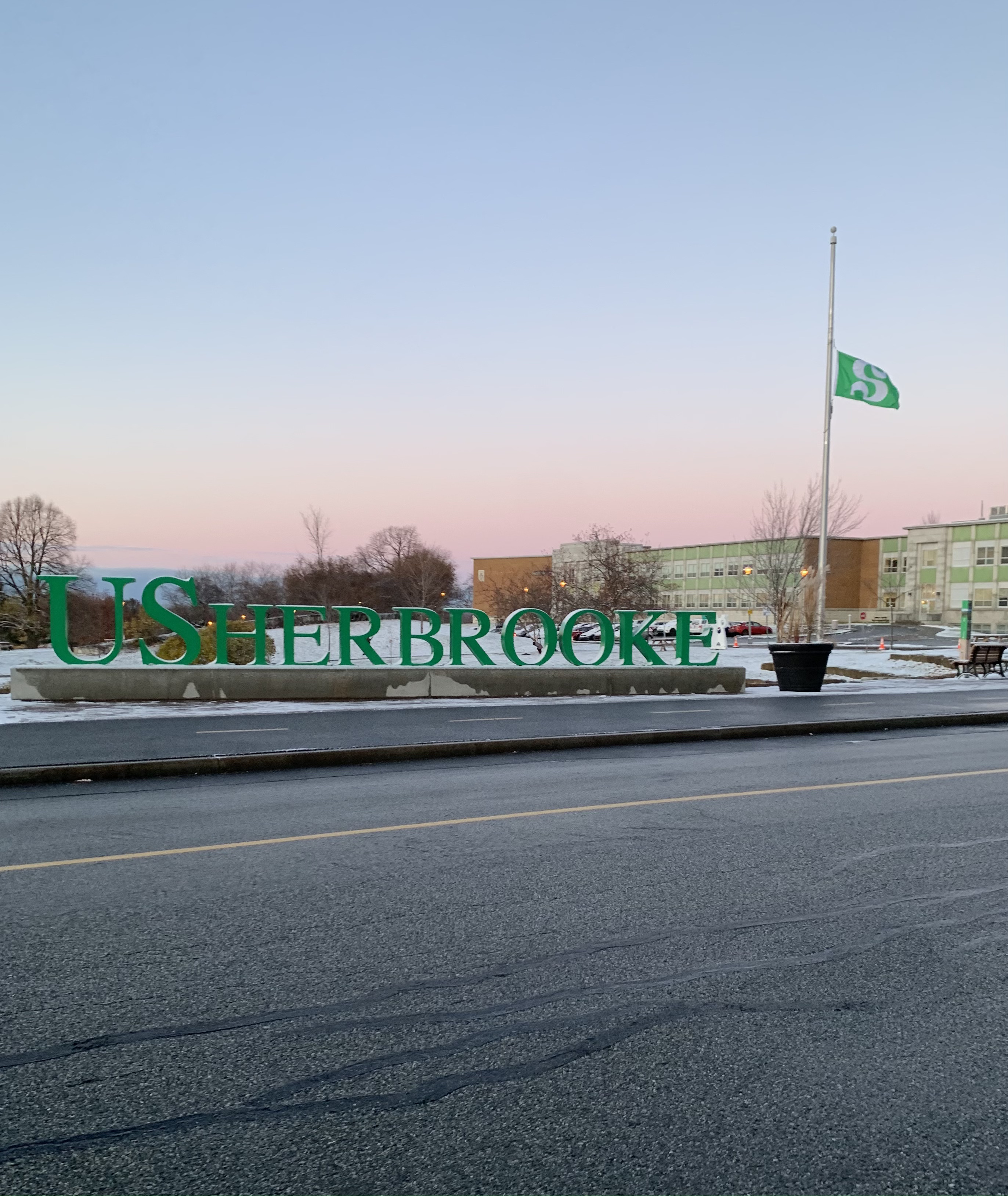
Installation de lettres géantes sur le campus principal.

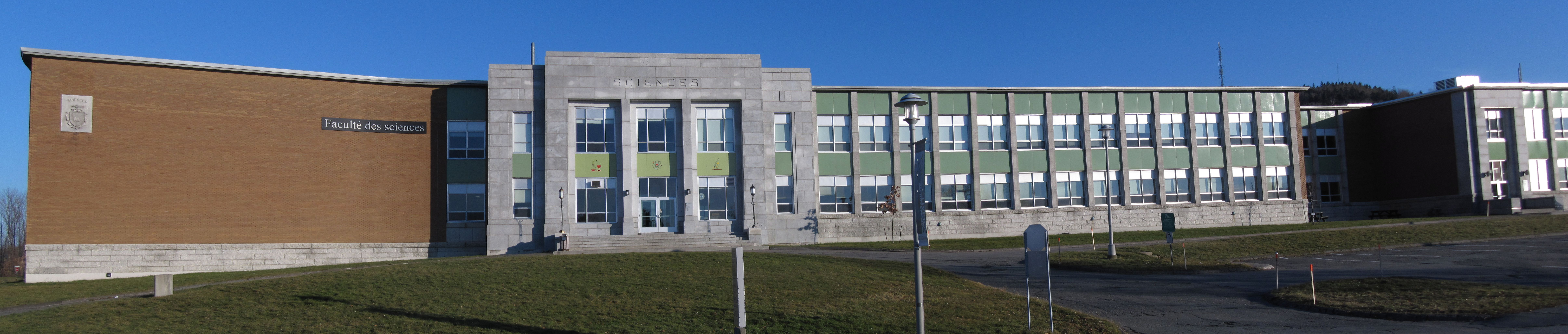
Faculté des sciences.

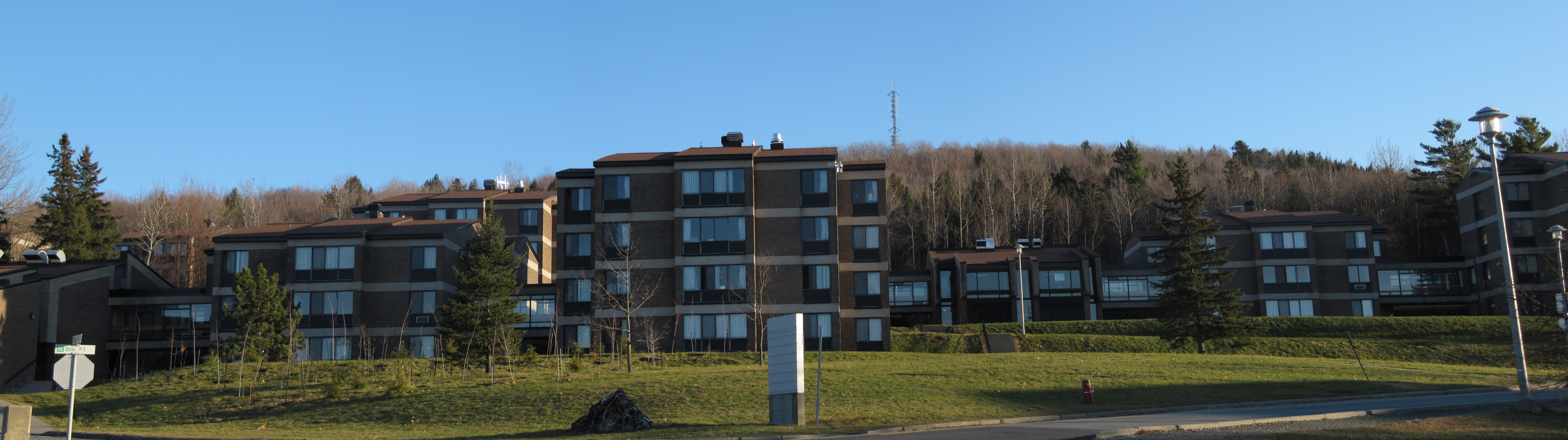
Résidences G au pied du mont Bellevue.

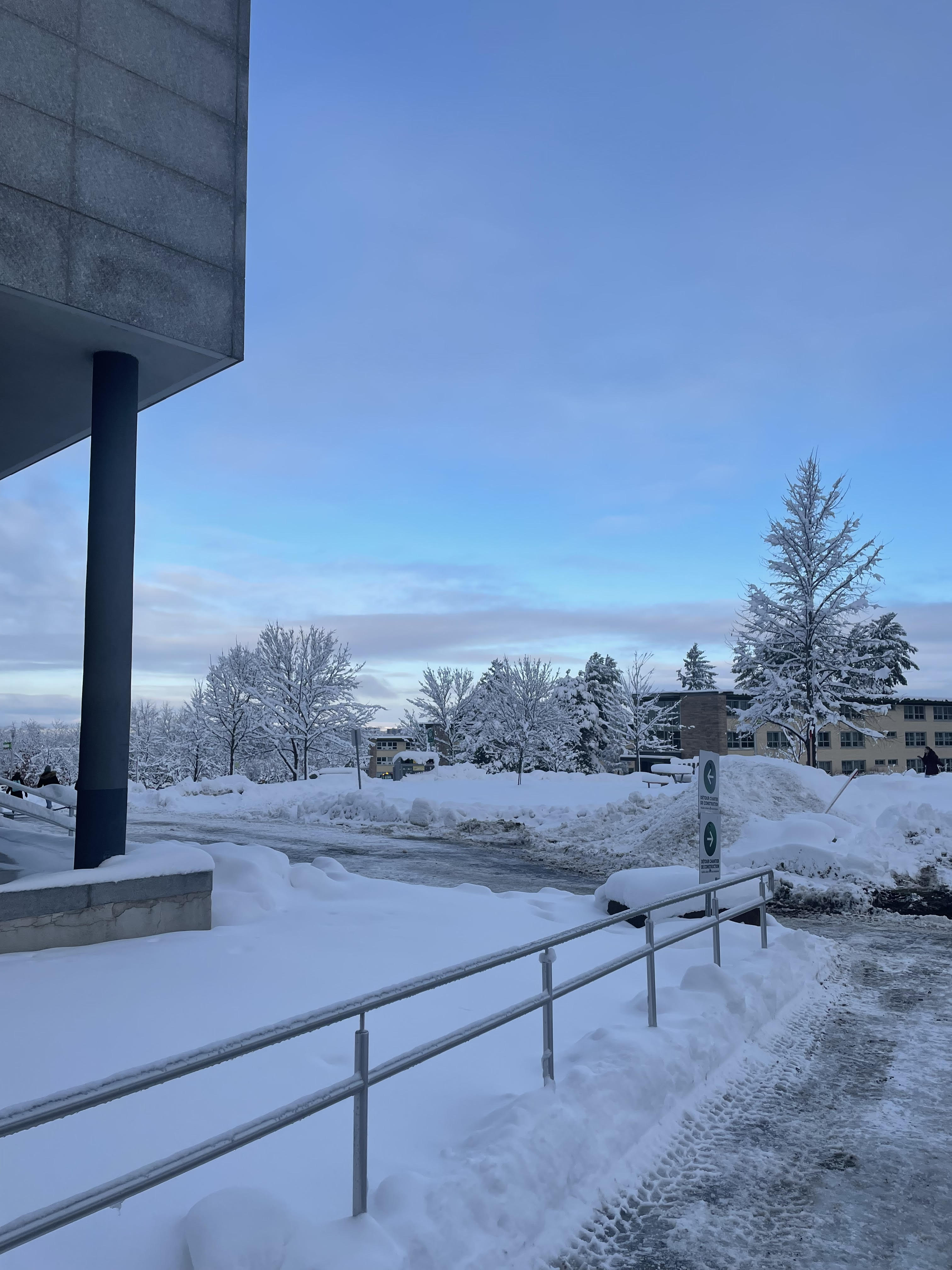